# الاتجار بالبشر في العراق
العراق بلد مصدر ووجهة للرجال والنساء والأطفال الذين يتعرضون للاتجار بالبشر، وتحديداً الدعارة القسرية والعمل القسري. تتعرض نساء وفتيات عراقيات، بعضهن لا تتجاوز أعمارهن 11 عامًا، لظروف الاتجار بالبشر داخل البلاد، وفي سوريا ولبنان والأردن والكويت والإمارات العربية المتحدة وتركيا وإيران من أجل الدعارة القسرية والجنس.[بحاجة لمصدر]
في بعض الحالات، يتم إغراء النساء للاستغلال الجنسي القسري من خلال وعود كاذبة بالعمل. الوسيلة الأكثر انتشارا للاتجار بالبشر هي البيع أو الزواج القسري. لقد أكره أفراد الأسرة الفتيات والنساء على ممارسة الدعارة هربًا من الظروف الاقتصادية اليائسة، أو لدفع الديون، أو لحل الخلافات بين العائلات. يتم الاتجار ببعض النساء والفتيات داخل العراق لغرض الاستغلال الجنسي من خلال مؤسسة الزواج المؤقت التقليدية (المتعة). بموجب هذا الترتيب، تتلقى الأسرة مهرًا من الزوج وينتهي الزواج بعد فترة محددة. كما استغل الذكور العراقيون المتعة في تهريب العديد من النساء إلى المحافظات العراقية الأخرى أو البلدان المجاورة، وخاصة سوريا، لأغراض الدعارة القسرية. تحكي التقارير القصصية عن عائلات عراقية يائسة تخلت عن أطفالها على الحدود السورية مع توقع أن يلتقطهم المُتجِرون على الجانب السوري ويرتبون وثائق مزورة حتى تتمكن الشابات والفتيات من البقاء في سوريا مقابل العمل في ملهى ليلي أو بيت دعارة. إن العدد الكبير من النازحين واللاجئين الذين ينتقلون داخل العراق وعبر حدوده معرضون بشكل خاص لخطر الاتجار بهم.
لا تمتثل حكومة العراق امتثالاً كاملاً للحد الأدنى من معايير القضاء على الاتجار بالبشر؛ وضع مكتب وزارة الخارجية الأمريكية لرصد ومكافحة الاتجار بالبشر البلاد في «قائمة المراقبة من المستوى 2» في عام 2017.

## الملاحقة القضائية
أحرزت الحكومة تقدماً ضئيلاً في جهود إنفاذ قانون مكافحة الاتجار بالبشر. يحظر الدستور العراقي لعام 2005 العمل القسري والعبودية وتجارة الرقيق والاتجار بالنساء والأطفال وتجارة الجنس، رغم أن الدستور لا ينص على عقوبات محددة لهذه الأفعال ولا يمكن استخدامه لمقاضاة المخالفين. لم تقر الحكومة العراقية حتى الآن مشروع قانون مكافحة الاتجار بالبشر. ومع ذلك، أفادت الأنباء أن التشريع قد تم إحرازه بشكل نهائي من خلال مجلس الشورى. على الرغم من عدم وجود قانون واحد يعرّف الاتجار بالبشر أو يعتبره جريمة جنائية، تنطبق أحكام مختلفة من القانون العراقي على الاتجار بالبشر. خلال الأشهر الستة الماضية ، بدأت الحكومة العراقية تحقيقًا جنائيًا وحقوقيًا في جريمة الاتجار بالعمال المزعومة، مما أدى إلى إصدار مذكرتي توقيف. لم تكن هناك آليات لجمع البيانات عن الجرائم أو الإنفاذ. كانت هناك بعض الأدلة على تواطؤ المسؤولين في الاتجار بالبشر. لم يكن التحقيق في الإتجار المزعوم الذي تورط فيه مدير ملجأ للنساء في منطقة حكومة إقليم كردستان العام الماضي قد اكتمل في وقت إعداد هذا التقرير.
أدت أكثر من سبع سنوات من الحرب وظهور المنظمات الإرهابية، مثل داعش، إلى إحداث دمار في البنى التحتية العامة والسياسية العراقية، مما ترك منظمات مثل وزارة الداخلية تعاني من نقص الموارد وتفتقر إلى تدابير المساءلة لقسم مكافحة الاتجار بالبشر. بالإضافة إلى ذلك، جعلت الوصمات الثقافية النساء والفتيات العراقيات والإيرانيات والسوريات عرضة بشكل خاص للاتجار. وتشمل هذه الوصمات عادات مثل الزيجات المؤقتة (المتعة) أو تقاليد في بعض المناطق أن المرأة يجب أن تتزوج مغتصبها.[بحاجة لمصدر]
لا تحاسب السلطات المسؤولين العسكريين في القوات المسلحة على التواطؤ في الاتجار بالبشر في العراق. لسوء الحظ، أشارت التقارير إلى أن المسؤولين الفاسدين يعملون في شبكات الإتجار بأنفسهم دون تداعيات بسبب عدم وجود مساءلة داخلية. بالإضافة إلى ذلك، وبسبب نقص التعليم، فإن المسؤولين العسكريين المسؤولين عن منع الاتجار ومعاقبة المتجرين يقعون بسهولة فريسة للرشاوى والمخططات التي تلوم الضحايا على الجرائم التي يرتكبها المتجرون. إن التحقيق مع جميع المتجرين المتواطئين ومقاضاتهم وإدانتهم وإدانتهم بشكل عشوائي وتجاهل مناصبهم في الحكومة أو الجيش من المحتمل أن يكون له تأثير كبير في إنهاء الاتجار بالبشر.[بحاجة لمصدر]

## حماية
أظهرت الحكومة العراقية الحد الأدنى من الجهود لضمان حصول ضحايا الاتجار بالبشر على خدمات الحماية خلال الفترة المشمولة بالتقرير. لم يكن لدى العراق إجراءات رسمية لتحديد ضحايا الاتجار من بين الفئات الضعيفة، مثل النساء الموقوفات بتهمة الدعارة أو العمال الأجانب الذين يتم استيرادهم إلى العراق من قبل سماسرة العمل، والذين ورد أن بعضهم قدم عمالا لمقاولين مع الحكومة الأمريكية ومقاولين من الباطن. لم تمول الحكومة حتى الملاجئ المؤقتة لضحايا الاتجار بالبشر، ولم تظهر جهودًا لتطوير أو تنفيذ الإجراءات التي يحيل بها المسؤولون الحكوميون الضحايا بشكل منهجي إلى المنظمات التي تقدم خدمات قانونية أو طبية أو نفسية. إلا أن وزارتين تحيلان المحتجزين البالغين والأحداث إلى الفحص الطبي إذا أبلغوا عن سوء المعاملة. يتم التحقيق في تقارير إساءة معاملة المحتجزين الأحداث، على الرغم من أن نتائج هذه التحقيقات غير معروفة. تتولى المنظمات غير الحكومية إدارة جميع خدمات الرعاية، التي تدير مرافق رعاية الضحايا وملاجئ يسهل الوصول إليها من قبل ضحايا الاتجار. ولأن الإكراه غير معترف به في المحاكم العراقية كدفاع قانوني عن التورط في عمل غير قانوني، فقد تمت مقاضاة وإدانة النساء اللاتي أُكرهن على ممارسة الدعارة. وبحسب ما ورد حوكم ضحايا الاتجار بالجنس بتهمة الدعارة وقضى بعضهم عدة أشهر في انتظار المحاكمة. في الحالات القليلة المعروفة للأطفال الذين أُجبروا على الخدمة المسلحة، حوكم الأطفال الضحايا بتهمة الإرهاب. تم وضع بعض ضحايا الاتجار بالأطفال في منشآت وقائية ودور أيتام وكفالة، بينما تم إيداع آخرين في مراكز احتجاز الأحداث. بما أن الاتجار بالبشر لا يعتبر جريمة في العراق، فإن الحكومة لم تشجع الضحايا على المساعدة في التحقيقات أو الملاحقات القضائية. لا يتمتع الضحايا الأجانب بحماية قانونية من الترحيل إلى البلدان التي قد يواجهون فيها مشقة أو عقابًا. لم يساعد العراق ضحايا الاتجار الأجانب من خلال توفير الإقامة المؤقتة أو الدائمة أو أي إعفاء آخر من الترحيل. لم يكن هناك برنامج تعويض الضحايا. في أغسطس / آب 2009، ساعدت الحكومة العراقية في إعادة 14 امرأة أوغندية تعرضن للعمل القسري في العراق. لم يقدم العراق أي تدريب متخصص للمسؤولين الحكوميين للتعرف على ضحايا الاتجار بالبشر. علاوة على ذلك، رفضت الحكومة الإذن لمنظمة غير حكومية بزيارة سجن النساء في بغداد، حيث كانت المنظمة قد تعرفت سابقًا على ضحايا الإتجار من بين النساء المحتجزات بسبب جرائم ارتكبت نتيجة الاتجار.[بحاجة لمصدر]
وبحسب مصادر حكومية، سجلت محافظة بغداد أعلى معدلات جرائم الاتجار بالبشر داخلياً، تليها محافظة القادسية. ويعزى ذلك إلى حد كبير إلى وجود عصابات الاتجار بالبشر العاملة في هذه المحافظات، والتي تستغل الأطفال بالدرجة الأولى، ولا سيما الفتيات.[بحاجة لمصدر]

## الوقاية
بذلت حكومة العراق الحد الأدنى من الجهود لمنع الاتجار بالبشر خلال الفترة المشمولة بالتقرير. أطلقت وزارة حقوق الإنسان، بالتعاون مع وزارة الشباب والرياضة، حملة توعية عامة تهدف إلى تثقيف الأطفال في المدارس ومراكز الشباب في جميع أنحاء البلاد بشأن الاتجار. ومع ذلك ، لم تنشئ الحكومة حتى الآن آلية فعالة لنشر معلومات التوعية لموظفي إنفاذ القانون في الخطوط الأمامية والذين من المرجح أن يتواصلوا مع ضحايا الاتجار بالبشر. لم يفحص مسؤولو إنفاذ القانون باستمرار الأشخاص الذين يغادرون العراق أو يدخلون إليه بحثًا عن أدلة على الاتجار بالبشر، وظلت حدود العراق غير آمنة بشكل عام. لم تتخذ الحكومة العراقية خطوات لإنهاء ممارسة الزواج القسري والحد من استخدام الزيجات المؤقتة، والتي يمكن أن تؤدي إلى حالات من الاستعباد المنزلي الجنسي والقسري؛ ولم تنظم ممارسات توظيف سماسرة العمالة الأجنبية لمنع الممارسات التي تسهل العمل الجبري. واصلت اللجنة العليا لمكافحة الاتجار بالبشر، وهي لجنة وزارية مؤلفة من أعضاء من وزارات حقوق الإنسان والخارجية والعمل والشؤون الاجتماعية، عملها كهيئة تنسيق في قضايا الاتجار بالبشر، رغم أنها لم تمارس أي سلطة خاصة. لتنفيذ توصياتها.[بحاجة لمصدر]
يعاني العراقيون من الفقر والبطالة، إذ تزايدت معدلاتهما أيضاً، ما دفع بالعديد من المواطنين إلى استغلال الأطفال في التسول والعمالة ودفع النساء والفتيات لسوق الجنس.[بحاجة لمصدر]
واتسعت ظاهرة الاتجار بالبشر في العراق ما بعد عام 2003، والتي تأخذ أشكالا متعددة من بينها استغلال النساء والأطفال في عمليات التسول والدعارة والاستغلال الجنسي وصولاً إلى بيع الأعضاء البشرية.[بحاجة لمصدر]